# Нейшн, Терри
Теренс Джозеф Нейшн (англ. Terence Joseph Nation, 8 августа 1930, Кардифф, Уэльс, Великобритания — 9 марта 1997, Лос-Анджелес, Калифорния, США) — британский телевизионный сценарист и писатель, внёсший вклад в развитие телесериала «Доктор Кто». Наиболее известен как создатель далеков, написавший большинство историй с ними в классическом сериале.

## Карьера
Являясь автором сценариев 11 историй сериала «Доктор Кто», Нейшн также известен своими научно-фантастическими сериалами «Выжившие» (1975—1977) и «Семёрка Блейка» (1978—1981).
Помимо самого создания далеков, Нейшну принадлежит введение их сюжетного создателя — Давроса. Единственные его серии, в которых не появлялись далеки — «Ключи Маринуса» (1964) и «Вторжение андроидов» (1975). Будучи владельцем прав на использование далеков, Терри планировал использовать их образ самостоятельно вне «Доктора Кто», однако ни одна из этих идей не была до конца воплощена (как, например, попытка создать в США их собственный спин-офф, или включить их в финал 2-го сезона «Семёрки Блейка»).

## Смерть
Скончался 9 марта 1997 года в Лос-Анджелесе (США).